# Medvědská hornatina
Medvědská hornatina je geomorfologický podcelek, nejnižší ze tří hornatin, tvořících severovýchodní část celek Hrubý Jeseník. Nejvyšším bodem je Medvědí vrch (1216 m).

## Poloha
Medvědská hornatina tvoří severovýchodní část Hrubého Jeseníku. Od sousední Pradědské hornatiny je na jihu oddělena sedlem Vidly, od Zlatohorské vrchoviny na severu plochým sedlem Rejvíz. Na západě ohraničuje hornatinu údolí říčky Bělé, na východě tok Černé Opavy.
Rozdělení Medvědské hornatiny a její zařazení do geomorfologického členění celého Hrubého Jeseníku zobrazuje následující tabulka:
| Geomorfologické členění Hrubého Jeseníku                                             | Geomorfologické členění Hrubého Jeseníku | Geomorfologické členění Hrubého Jeseníku                                     |
| ------------------------------------------------------------------------------------ | ---------------------------------------- | ---------------------------------------------------------------------------- |
| ČESKÁ VYSOČINA • Krkonošsko-jesenická subprovincie • Jesenická oblast                |                                          |                                                                              |
| KEPRNICKÁ HORNATINA                                                                  | Šerácká hornatina                        | nečlení se (Keprník, 1423 m)                                                 |
| KEPRNICKÁ HORNATINA                                                                  | Přemyslovská hornatina                   | Černostráňský hřbet (Černá stráň, 1237 m) Ucháčská hornatina (Ucháč, 1009 m) |
| MEDVĚDSKÁ HORNATINA                                                                  | Hornoopavská hornatina                   | nečlení se (Medvědí vrch, 1216 m)                                            |
| MEDVĚDSKÁ HORNATINA                                                                  | Vrbenská vrchovina                       | Žárový hřbet (Žárový vrch 1101 m) Vysokohorský hřbet (Vysoká hora, 1031 m)   |
| PRADĚDSKÁ HORNATINA                                                                  | Pradědský hřbet                          | nečlení se (Praděd, 1491 m)                                                  |
| PRADĚDSKÁ HORNATINA                                                                  | Vysokoholský hřbet                       | nečlení se (Vysoká hole, 1465 m)                                             |
| PRADĚDSKÁ HORNATINA                                                                  | Desenská hornatina                       | nečlení se (Dlouhé stráně, 1354 m)                                           |
| PRADĚDSKÁ HORNATINA                                                                  | Karlovská vrchovina                      | nečlení se (Ostružná, 1184 m)                                                |
| PROVINCIE • Subprovincie • Oblast / Celek / PODCELEK • Okrsek • Podokrsek • (vrchol) |                                          |                                                                              |

## Horopis
Nejvyšším vrcholem hornatiny je Medvědí vrch (1216 m), k dalším významným vrcholům patří Orlík (1204 m) a v samostatné rozsoše ležící Jelení loučky (1205 m). V hornatině je evidováno dalších 16 hlavních vrcholů, přesahujících 1000 m n. m.

## Turistika
Medvědská hornatina patří k nejméně navštěvovaným částem Hrubého Jeseníku. Východisky pro návštěvu oblasti jsou města Jeseník a Vrbno pod Pradědem, dále pak sedla Vidly a Rejvíz. Napříč pohořím vedou dvě hlavní trasy - zelená  turistická trasa z Vrbna pod Pradědem do Jeseníku a žlutá  turistická trasa ze sedla Vidly do sedla Rejvíz; trasy se kříží nedaleko vrcholu Orlíku. K turisticky atraktivním místům na území hornatiny patří Velké mechové jezírko s naučnou stezkou, vrch Kazatelny a několik hradních zřícenin (Koberštejn, Veisenštejn, Rabenštejn).

## Seznam tisícovek
|    | Vrchol          | Výška m n. m. | Prominece | Izolace (km)         | Souřadnice                       |
| -- | --------------- | ------------- | --------- | -------------------- | -------------------------------- |
| 1  | Medvědí vrch    | 1216          | 286       | 8,0 → Malý Děd       | 50°09′35″ s. š., 17°18′43″ v. d. |
| 2  | Jelení loučky   | 1205          | 220       | 3,5 → Medvědí vrch   | 50°08′46″ s. š., 17°15′58″ v. d. |
| 3  | Orlík           | 1204          | 89        | 2,0 → Medvědí vrch   | 50°10′35″ s. š., 17°17′57″ v. d. |
| 4  | Malé loučky     | 1203          | 24        | 0,7 → Jelení loučky  | 50°08′40″ s. š., 17°16′38″ v. d. |
| 5  | Medvědí vrch JV | 1195          | 9         | 0,2 → Medvědí vrch   | 50°09′27″ s. š., 17°18′58″ v. d. |
| 6  | Lysý vrch       | 1128          | 123       | 1,9 → Jelení loučky  | 50°08′16″ s. š., 17°14′09″ v. d. |
| 7  | Medvědí louka   | 1110          | 16        | 0,6 → Orlík          | 50°09′53″ s. š., 17°17′34″ v. d. |
| 8  | Žárový vrch     | 1101          | 148       | 1,9 → Lyra           | 50°06′32″ s. š., 17°18′39″ v. d. |
| 9  | Lyra            | 1099          | 96        | 1,7 → Ostrý vrch     | 50°05′50″ s. š., 17°17′30″ v. d. |
| 10 | Lyra J          | 1097          | 10        | 1,9 → Lyra           | 50°05′30″ s. š., 17°17′27″ v. d. |
| 11 | Karliny kameny  | 1091          | 36        | 0,5 → Malé loučky    | 50°08′28″ s. š., 17°17′37″ v. d. |
| 12 | Javorový vrch   | 1079          | 74        | 1,3 → Lysý vrch      | 50°07′16″ s. š., 17°14′52″ v. d. |
| 13 | Ztracený vrch   | 1078          | 25        | 0,6 → Jelení loučky  | 50°08′49″ s. š., 17°14′33″ v. d. |
| 14 | Orlík Z         | 1055          | 12        | 0,9 → Orlík          | 50°10′51″ s. š., 17°16′32″ v. d. |
| 15 | Velké Bradlo    | 1051          | 26        | 0,8 → Orlík          | 50°10′21″ s. š., 17°16′31″ v. d. |
| 16 | Malé Bradlo     | 1044          | 47        | 1,3 → Jelení loučky  | 50°10′07″ s. š., 17°14′54″ v. d. |
| 17 | Žárový vrch SV  | 1043          | 28        | 0,5 → Žárový vrch    | 50°06′55″ s. š., 17°19′03″ v. d. |
| 18 | Stará hora      | 1043          | 5         | 0,3 → Orlík          | 50°11′15″ s. š., 17°18′43″ v. d. |
| 19 | Velké Bradlo Z  | 1043          | 5         | 0,4 → Velké Bradlo   | 50°10′29″ s. š., 17°16′05″ v. d. |
| 20 | Pytlák          | 1040          | 25        | 0,6 → Medvědí vrch   | 50°08′37″ s. š., 17°19′55″ v. d. |
| 21 | Vysoká hora     | 1031          | 178       | 2,8 → Žárový vrch    | 50°05′51″ s. š., 17°21′07″ v. d. |
| 22 | Plošina         | 1027          | 25        | 0,3 → Žárový vrch SV | 50°06′56″ s. š., 17°19′27″ v. d. |
| 23 | Srnčí vrch      | 1026          | 21        | 0,4 → Orlík          | 50°11′01″ s. š., 17°16′08″ v. d. |
| 24 | Ostruha         | 1023          | 27        | 1,0 → Medvědí louka  | 50°10′02″ s. š., 17°15′58″ v. d. |
| 25 | Ostruha JV      | 1022          | 13        | 0,5 → Ostruha        | 50°09′51″ s. š., 17°16′17″ v. d. |
| 26 | Zaječí hora     | 1012          | 27        | 0,6 → Ztracený vrch  | 50°09′13″ s. š., 17°13′56″ v. d. |
| 27 | Žárový vrch JZ  | 1008          | 10        | 0,1 → Žárový vrch    | 50°06′16″ s. š., 17°18′19″ v. d. |